# Comincia lo show
Comincia lo show è un singolo del gruppo musicale italiano Modà pubblicato il 17 settembre 2021 come primo estratto dal secondo EP Buona fortuna (parte prima).

## Descrizione
Il brano è stato presentato in anteprima sul palco dell’Arena di Verona in occasione dei SEAT Music Awards.

## Video musicale
Il video, diretto da Matteo Alberti e Fabrizio De Matteis, è stato pubblicato il 4 ottobre 2021 sul canale YouTube del gruppo. La clip è una critica al mondo dei social e della televisione e vede protagonista una famiglia intenta a guardare un programma TV, in cui partecipano gli stessi Modà con un cameo di Carlo Conti.

## Tracce
1. Comincia lo show – 3:30